# Laftah
Laftah este o comună din departamentul Boumdeid, Regiunea Assaba, Mauritania, cu o populație de 2.271 locuitori.